# نظام القصف المداري الجزئي

نظام القصف المداري الجزئي

نظام القصف المداري الجزئي هو عبارة عن نظام لإيصال الأسلحة النووية تم تطويره في الستينيات من قبل الاتحاد السوفيتي.

## نبذة
هو أحد الجهود السوفيتية الأولى لاستخدام الفضاء لإيصال الأسلحة، تصور نظام القصف المداري الجزئي بإطلاق رؤوس حربية نووية في مدار أرضي منخفض قبل إسقاطها على أهدافها.

## المميزات
يشبه كثيرا نظام القصف الحركي ولكن مع الأسلحة النووية، كان لدى نظام القصف المداري الجزئي العديد من الصفات الجذابة:
- ليس لها حدود للمدى.[4]
- لن يكشف مسار رحلتها للموقع المستهدف.[5]
- يمكن توجيه الرؤوس الحربية إلى أمريكا الشمالية عبر القطب الجنوبي، متجنبةً اكتشاف قيادة دفاع الفضاء الجوي الأمريكية الشمالية.[6]
- مواجهة أنظمة الإنذار المبكر.[7]